# Jogos Pan-Arábicos de 1953
Os Jogos Pan-Arábicos de 1953 foram a primeira edição dos Jogos Pan-Arábicos. Realizado entre 26 de julho e 10 de agosto de 1953 em Alexandria, Egito, o evento contou com a participação de cerca de 650 atletas de oito países do mundo árabe mais a Indonésia como país convidado.
Os Jogos foram marcados pelo amplo domínio dos donos da casa sobre as demais delegações. O Egito arrecadou 97% das medalhas de ouro e 58% do total de medalhas em disputa.

## Países participantes
| - Egito - Indonésia (convidado) - Iraque | - Jordânia - Kuwait - Líbano | - Líbia - Palestina - Síria |

## Modalidades
| - Atletismo - Basquetebol - Boxe - Esgrima - Futebol | - Ginástica - Halterofilismo - Luta olímpica - Natação - Tiro com arco |

## Quadro de medalhas

Vista de Alexandria, Egito

| Ordem | País      | Medalha de ouro | Medalha de prata | Medalha de bronze | Total |
| ----- | --------- | --------------- | ---------------- | ----------------- | ----- |
| 1     | Egito     | 67              | 34               | 21                | 122   |
| 2     | Líbano    | 3               | 16               | 15                | 34    |
| 3     | Síria     | 0               | 15               | 14                | 29    |
| 4     | Iraque    | 0               | 5                | 6                 | 11    |
| 5     | Palestina | 0               | 5                | 6                 | 11    |
| 6     | Jordânia  | 0               | 0                | 2                 | 2     |
| 7     | Líbia     | 0               | 0                | 1                 | 1     |